# Canadian Idol

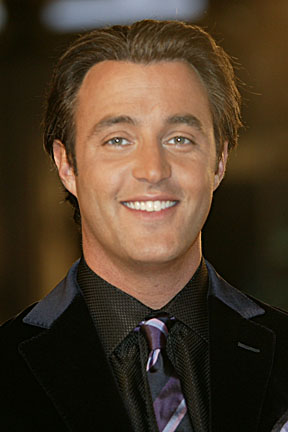
Benedict (Ben) Mulroney (né le 9 mars 1976 à Montréal) est un animateur de télévision canadien. Il est le fils de Brian Mulroney, ancien Premier ministre du Canada. Il est diplômé en droit de l'Université Laval et en histoire de l'Université Duke.

Canadian Idol é um programa de televisão canadense versão do formato britânico Idols. O programa passa no canal CTV Television Network.